# Ford L series
 (septembre 2022).

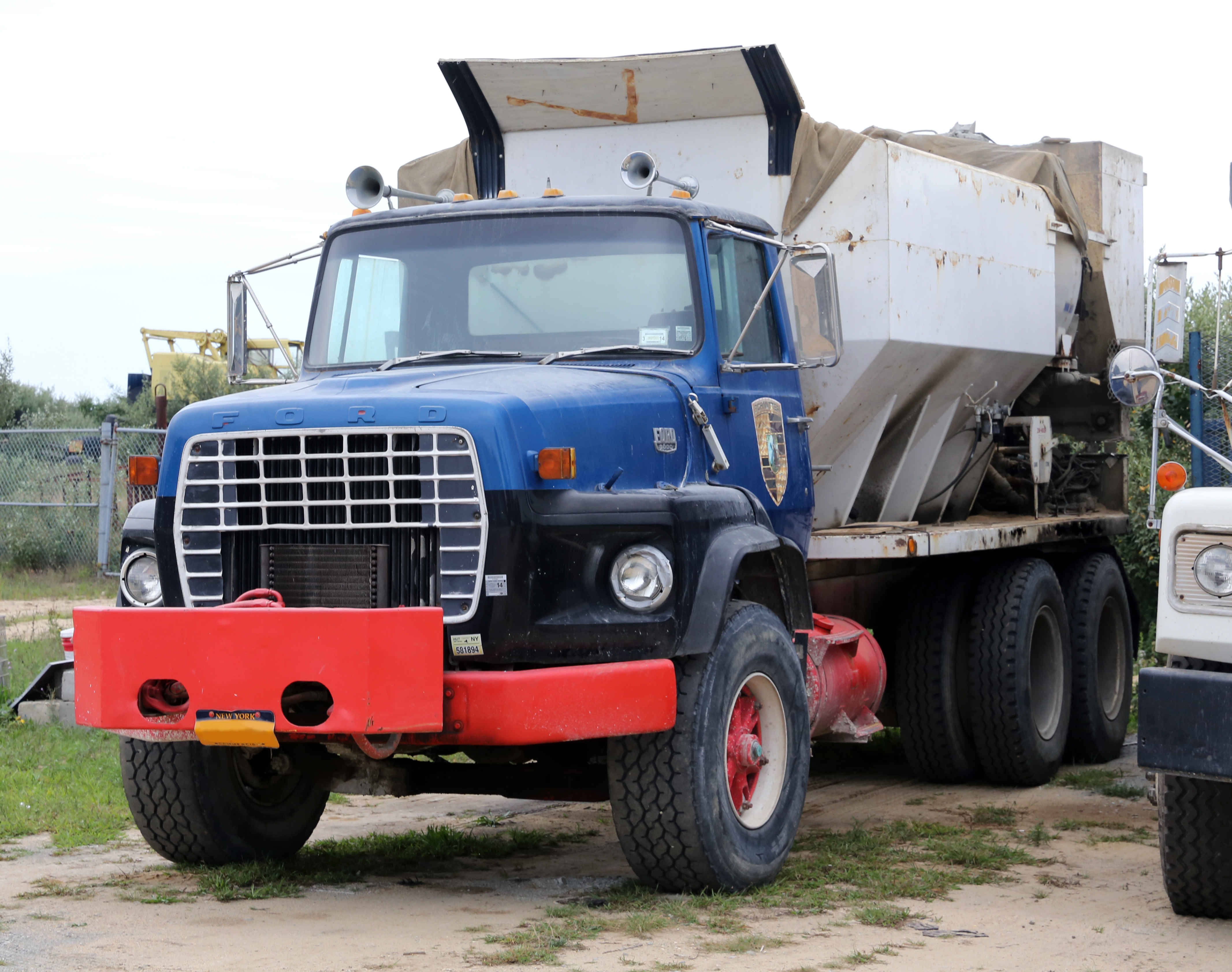
Un camion LTS 9000 de 1981 avec mélangeur de ciment.

Le Ford L-Series (également appelé Ford Louisville ou, pour les modèles aérodynamiques des années 1990, Ford Aeromax) est une gamme de camions lourds assemblés et commercialisés par Ford entre 1970 et 1998. Ford produisait des «camions lourds» depuis 1948 et la gamme «Super Duty» depuis 1958, commercialisée avec diverses cotes de poids brut du véhicule. Les classifications de poids des camions allant de 1 à 8 étaient un nouveau concept créé par la National Highway Administration du ministère des Transports. Premier camion de Ford dédié à la catégorie 8, la gamme L-Series a remplacé le F-Series "Super Duty" et le N-Series (camion conventionnel court dérivé du Ford F-Series). Produit à la fois sous forme de camions porteurs et de semi-tracteurs, le L-Series de Ford englobe une large gamme de modèles dans les catégories 6 à 8 du poids nominal brut du véhicule, dans les applications moyennes, sévères et professionnelles[pas clair]. Le modèle est devenu l'une des gammes de camions les plus populaires jamais produites par Ford.
Les L-Series étaient produits dans l'usine de camions près de Louisville (Kentucky), ce qui leur a valu le surnom de Louisville Line ; dans le cadre d'une refonte de 1996, une partie de la gamme a officiellement pris la plaque signalétique Louisville.
À la suite de la vente de sa gamme des camions lourds à Freightliner en 1996, Ford a abandonné le L-Series fin 1998. Freightliner a repris simultanément la production du L-Series de Ford, ouvrant la filiale Sterling Trucks ; le L-Series est devenu les Sterling A-Line, Acterra et L-Line, restant en production jusqu'en 2009, date à laquelle Sterling Trucks a fermé ses portes.

## Contexte

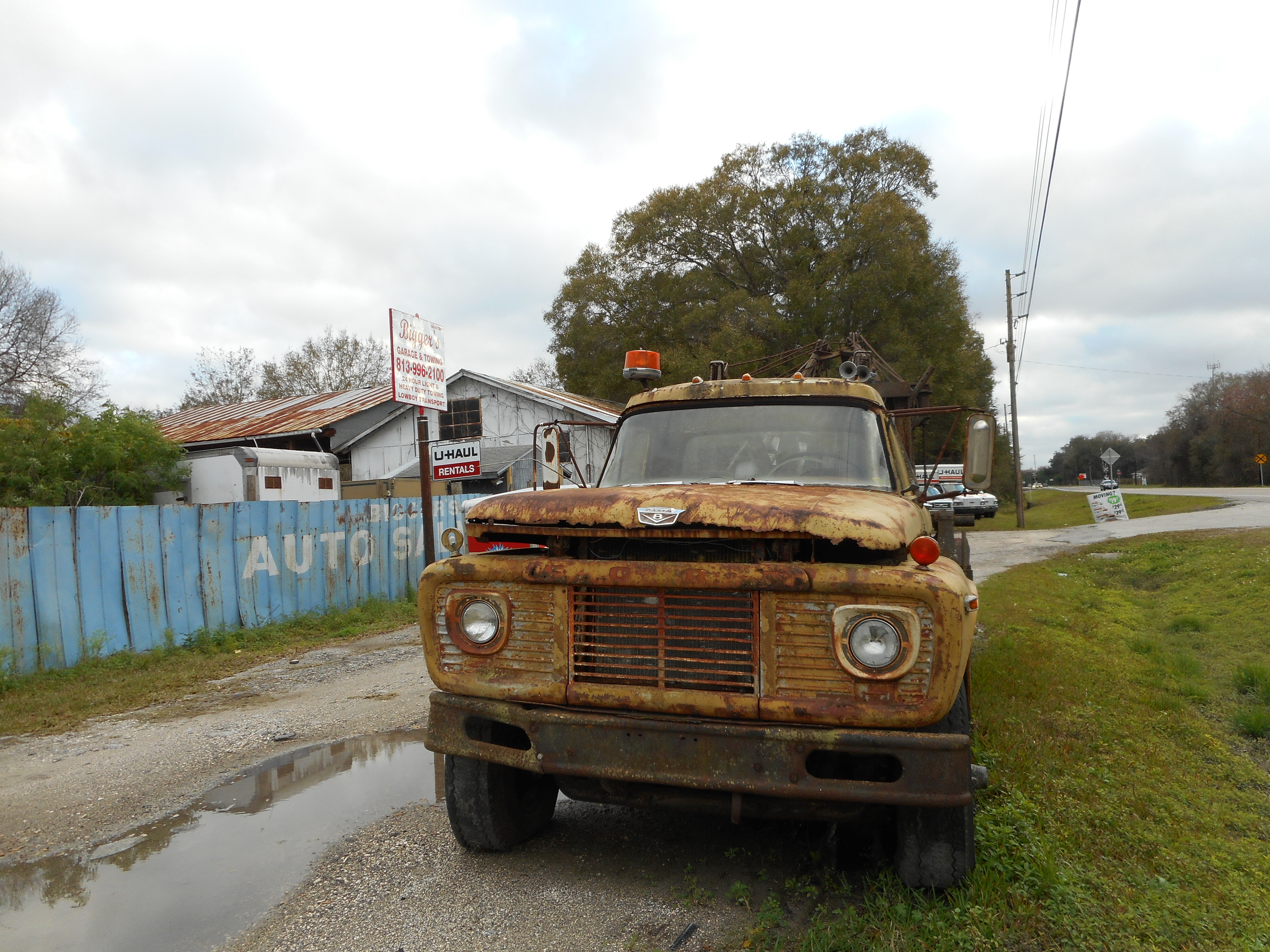
Nom du Fichier : 1960's Ford T-Series tow Truck-1.JPG Description : A rusting 1960's Ford T-Series tow truck sitting at a garage along the side of US 41 north of the railroad crossing of the Brooksville Subdivision in northern Pasco Country, Frorida. Licence : CC BY-SA 4.0 Date : Prise le 24 janvier 2015, 17:56:57Auteur : DanTD Catégories : 1960s Ford trucks, Ford Heavy-duty F-&T-Series (1961 - 1969, Ford tow trucks, January 2015 in Florida, Tow trucks for dragging heavy vehicles, U.S. Route 41 in Pasco Country, Florida.

En 1963, Ford a produit son premier camion conventionnel court avec l'introduction du N-Series Super Duty, complétant les modèles F-Series Super Duty. Comme Ford l'a fait avec la cabine du H-Series (dérivé du C-Series et surnommé le «Two-Story Falcon»), un tout nouveau châssis a soulevé la cabine vers le haut; tout en partageant sa calandre avec le H-Series, le N-Series partageait sa cabine avec les pick-ups F-Series.
Dans les années 1960, Ford a cherché à moderniser et à rationaliser sa gamme de camions lourds. En 1961, le F-Series à usage intensif (F-750 à F-1100) est devenue une gamme de modèles distincte plus grande avec l'introduction du tout nouveau H-Series Linehauler. En 1966, le H-Series a été remplacé par la toute nouvelle cabine W-Series. Au lieu d'adapter le F-Series pour devenir un camion lourd et remplacer le N-Series, Ford a commencé à travailler sur la conception d'une toute nouvelle gamme de camions, qui est devenue le L-Series. Avec un tout nouveau châssis plus robuste, le L-Series comportait également une cabine plus grande; pour améliorer la facilité d'entretien, la conception comprenait un capot à charnière avant.

## Première génération (1970-1995)
En 1970, le L-Series a été introduit avec quatre gammes de tailles, deux longueurs de capot et deux styles de calandre, et avec des essieux arrière simples ou en tandem (indiqués par un "T" dans la désignation du modèle). Les groupes motopropulseurs comprenaient une large gamme de moteurs essence et diesel, basés sur le poids nominal brut du véhicule.
En 1971, Ford a introduit une configuration d'essieu avant en retrait. Pour le reste des années 1970, le L-Series a connu peu de changements majeurs. En 1976, le LL/LTL-9000 a été introduit. Conçu en tant que camion long-courriers, le LTL-9000 était un concurrent du GMC General, du Kenworth W900, du Mack Super-Liner et du Peterbilt 359. Équipée d'un essieu avant avancé et d'un capot plus long, cette version avait plus de place pour des groupes motopropulseurs plus gros. En 1978, Ford a doté le LL/LTL-9000 de son propre style de calandre et de phares, dont l'une des premières utilisations du logo Ovale Bleu de Ford en Amérique du Nord.
Bien que le L-Series verrait peu de révisions tout au long de sa production, des éléments de sa conception seraient utilisés dans d'autres véhicules Ford. En 1974, la cabine du W-Series a reçu une calandre plus grande similaire à la version chromée de celle du L-Series. En 1978, la calandre du F-Series/Bronco a reçu un motif de calandre similaire de style "caisse à œufs". Dans la refonte de 1980 du F-Series à poids moyen, la forme hexagonale de la calandre a été reprise; c'est un thème utilisé sur tous les pick-ups Super Duty depuis leur introduction en 1998.
En 1984 (en tant qu'année modèle 1985), le reste de la gamme L-Series est devenu l'un des derniers Ford nord-américains à adopter le logo Ovale Bleu de Ford; comme pour le LTL-9000, il était placé au-dessus de la calandre. En 1988, le L-Series a changé sa conception de calandre, passant d'une conception de style "caisse à œufs" à une calandre avec barres horizontales chromées; le logo Ovale Bleu de Ford est devenu centré. De plus, les phares rectangulaires sont devenus la norme en 1991.
1992 a vu l'introduction de la version à essieu avant en retrait du LL/LTL-9000, désignée LLS et LTLS-9000, ainsi que les versions Aeromax correspondantes qui avaient des pare-chocs plus aérodynamiques et des jupes de châssis en option.

### Aeromax (1988-1995)
En réponse au Kenworth T600 aérodynamique, Ford a présenté, en 1988, son propre semi-tracteur aérodynamique. Nommé AeroMax L9000, le nouveau design était une mise à niveau complète du L-9000. Tout en partageant la même cabine et le même capot que le LS-9000 à capot moyen, l'Aeromax utilisait un essieu avant en retrait pour ajouter un pare-chocs avant ajusté avec des ailes avant balayées. Pour la première fois dans un camion nord-américain, des phares composites de style automobile ont été utilisés. D'autres améliorations aérodynamiques comprenaient des réservoirs de carburant à jupe et une unité de couchette "Aero Bullet" spécialement conçue. L'Aeromax L9000 était l'un des camions les plus aérodynamiques en Amérique du Nord lors de son introduction en 1988.
Après son introduction en tant que semi-tracteur, la gamme AeroMax s'est étendue à la gamme de camions professionnels aux côtés du reste de la gamme du Ford L-Series. Plus tard, le LA-8000 a été introduit pour la livraison intra-urbaine.
1992 a vu l'introduction des Aeromax à capot allongé et avec l'essieu avant en retrait, désigné LLA et LTLA-9000. Ceux-ci comportaient en option des jupes de châssis sur toute la longueur, ainsi que les mêmes phares et pare-chocs aérodynamiques que l'ancien LA-Series à capot moyen.

### Modèles
Le L-Series est disponible en quatre gammes de tailles au total, désignées par le poids nominal brut du véhicule. Comme la tradition pour les précédents camions lourds de Ford, les camions à moteur essence ont reçu un numéro de modèle à trois chiffres tandis que les camions à moteur diesel ont reçu un numéro de modèle à quatre chiffres. Les modèles L-600/L-6000 et L-700/L-7000 étaient des camions moyens de catégorie 6/7, généralement vendus sous forme de camions porteurs. Les camions L-800/L-8000 étaient des camions de catégorie 8, généralement vendus dans des configurations de service sévère. Les châssis L-900/L-9000 étaient disponibles avec toutes les configurations d'essieux, mais ils étaient généralement vendus en tant que semi-tracteurs; le LTL-9000 n'était vendu qu'avec un moteur diesel.

#### Modèles de 1973-1977
| Modèle,     | Poids nominal brut max. du véhicule | Moteur               | Transmission                              |
| ----------- | ----------------------------------- | -------------------- | ----------------------------------------- |
| LN 600      | 24 000 livres (11 000 kg)           | V8 361               | M à 5 vitesses, A à 4 vitesses            |
| LN 700/7000 | 27 500 livres (12 500 kg)           | V8 361/V175          | M à 10 vitesses, automatique à 4 vitesses |
| L 800/8000  | 35 000 livres (16 000 kg)           | V8 361/V175          | M à 13 vitesses                           |
| LT 800      | 46 000 livres (21 000 kg)           | V8 475               | M à 13 vitesses                           |
| LT 8000     | 61 000 livres (28 000 kg)           | V-225                |                                           |
| L 900/9000  | 35 000 livres (16 000 kg)           | V8 401/moteur NH230  |                                           |
| LT 900/9000 | 61 000 livres (28 000 kg)           | V8 475 / moteur 3406 | M à 5 ou 4 vitesses                       |
| LL 9000     |                                     |                      |                                           |
| LTL 9000    |                                     |                      |                                           |
| LTLS 9000   |                                     |                      |                                           |

### Groupe motopropulseur
Presque tous les modèles avaient au moins une option de moteur, les modèles 9000 en avaient plusieurs. Les modèles 600-800 avaient un V8 361 standard de Ford, les 700-900 avaient un V8 475 en option. Les modèles 900 avaient un V8 401 standard. En 1977, le V8 361 a été remplacé par le 370, et le V8 401 a été remplacé par le 429; le V8 475 est resté une option.
Les modèles 7000 et 8000 avaient un V175 standard de Caterpillar, le 7000 avait un V200 et le 8000 avait un V225 disponible. Le moteur N-Series de Cummins produisant jusqu'à 350 ch (260 kW) et le moteur 3406 Series de Caterpillar produisant jusqu'à 375 ch (280 kW) étaient en option.

#### Moteurs de 1973 (tous ne sont pas représentés.)
| Modèle              | Cylindrée                 | Type                                | Puissance      | Couple    |
| ------------------- | ------------------------- | ----------------------------------- | -------------- | --------- |
| V8 361 de Ford      | 361 pouces cubes (5,9 L)  | V8 essence                          | 138ch (103 kW) | 340 N⋅m   |
| V8 401 de Ford      | 401 pouces cubes (6,6 L)  | V8 essence                          | 171ch (128 kW) | 371 N⋅m   |
| V175 de Caterpillar | 522 pouces cubes (8,6 L)  | V8 diesel                           | 175ch (130 kW) | 477 N⋅m   |
| V225 de Caterpillar | 636 pouces cubes (10,4 L) | V8 diesel                           | 225ch (168 kW) | 720 N⋅m   |
| NH230 de Cummins    | 855 pouces cubes (14,0 L) | Six cylindres en ligne diesel       | 230ch (170 kW) |           |
| NTC350 de Cummins   | 855 pouces cubes (14,0 L) | Six cylindres en ligne turbo diesel | 350ch (260 kW) |           |
| 3406 de Caterpillar | 893 pouces cubes (14,6 L) | Six cylindres en ligne turbo diesel | 375ch (280 kW) | 1 479 N⋅m |

## Deuxième génération (1996-1998)
En 1996, les gammes des camions lourds de Ford ont été redessinées, la gamme des camions lourds de deuxième génération était presque exclusivement destinée aux gammes de poids de catégorie 8.
Les poids du châssis ont été augmentés, le poids nominal brut sur l'essieu avant était disponible jusqu'à 20 000 livres (9 100 kg), les essieux arrière simples à 23 000 livres (10 000 kg), comme avant, et les essieux arrière en tandem à 46 000 livres (21 000 kg). Sur les essieux en tandem, un type de balancier était standard et 2 suspensions pneumatiques différentes étaient disponibles.
Lors de la refonte, l'Aeromax et le Louisville ont acquis une cabine plus large avec un pare-brise incliné. Bien que les modèles Aeromax perdraient leurs phares composites, ils gagnaient une pente beaucoup plus importante vers le capot. Pour faciliter l'ergonomie, l'Aeromax et le Louisville emprunteraient de nombreuses commandes intérieures à d'autres véhicules Ford. Une autre refonte était les barres de la calandre, sur la deuxième génération, les pare-chocs des camions qui avaient des châssis allongés ont fait tomber la pièce entièrement peinte "du milieu" de la calandre.

### Modèles
Comme c'était le cas auparavant, la gamme de camions lourds a été divisée en semi-tracteurs optimisés sur le plan aérodynamique (le nouveau Aeromax 9500) et en camions de service professionnel/sévère. Dans le cas de ce dernier, la popularité du surnom Louisville a conduit Ford à abandonner la nomenclature L-Series et à officiellement adopter la plaque signalétique Louisville.

#### Modèles de 1996
| Modèle   | Poids nominal brut max. du véhicule | Moteur          | Transmission |
| -------- | ----------------------------------- | --------------- | ------------ |
| LN 6000  | 35 000 livres (16 000 kg)           |                 |              |
| LN 7000  | 35 000 livres (16 000 kg)           |                 |              |
| L 8000   | 35 000 livres (16 000 kg)           | Milieu de gamme |              |
| LT 8000  | 64 000 livres (29 000 kg)           | Milieu de gamme |              |
| L 9000   | 35 000 livres (16 000 kg)           |                 |              |
| LT 9000  | 64 000 livres (29 000 kg)           |                 |              |
| LA 8000  | 35 000 livres (16 000 kg)           | Milieu de gamme |              |
| LA 9000  | 35 000 livres (16 000 kg)           |                 |              |
| LTA 9000 | 60 000 livres (27 000 kg)           |                 |              |
| LL 9000  | 35 000 livres (16 000 kg)           |                 |              |
| LTL 9000 | 60 000 livres (27 000 kg)           |                 |              |

### Groupe motopropulseur
La deuxième génération n'offrait pas de moteurs essence ou diesel V8, tous les moteurs étaient des diesels 6 cylindres en ligne turbocompressés. Le moteur 3406 de Caterpillar et le moteur N14 de Cummins (l'évolution du NTC-Series) ont continué en tant que moteurs à usage intensif dans les modèles 9000.

#### Moteurs de 1996 (tous ne sont pas représentés.)
| Modèle              | Cylindrée                 | Type                                          | Puissance      | Couple    |
| ------------------- | ------------------------- | --------------------------------------------- | -------------- | --------- |
| 3176 de Caterpillar | 611 pouces cubes (10,0 L) | Milieu de gamme                               | 250ch (190 kW) | 1 322 N⋅m |
| 3406 de Caterpillar | 893 pouces cubes (14,6 L) | Robuste                                       | 475ch (354 kW) | 2 240 N⋅m |
| L10 de Cummins      | 611 pouces cubes (10,0 L) | Milieu de gamme                               | 260ch (190 kW) | 1 322 N⋅m |
| N14 de Cummins      | 855 pouces cubes (14,0 L) | Robuste                                       | 460ch (340 kW) | 2 240 N⋅m |
| DD Series 60        | 677 pouces cubes (11,1 L) | Cames en tête à commande électronique         |                |           |
| DD Series 60        | 775 pouces cubes (12,7 L) | Cames en tête à commande électronique robuste | 450ch (340 kW) | 2 100 N⋅m |

## Fin de la production Ford (1998)
Fin 1996, Ford a finalisé la vente de ses activités de camions lourds, en vendant les droits et les outils de production du Louisville, de l'Aeromax et du Cargo à Freightliner. Ford mettrait fin à la production du Louisville/Aeromax en 1998; les gammes des camions rentreraient en production sous le nom de Sterling Trucks de 1997 à 2009; les deux gammes étaient produites simultanément par Ford et Freightliner en 1998.
En 1998, Sterling a commencé la production, à St. Thomas, Ontario, Canada, de leurs L-Line 7500, 8500, 9500 et A-Line 9500. Un moteur diesel de Mercedes Benz a été introduit et un modèle "CarHauler" à profil très bas a été développé, sinon il y a eu très peu de changements entre 1998 et 2008. La production s'est terminée en 2009,,.